# Симон, Жан-Кристоф
Жан-Кристо́ф Симо́н (фр. Jean-Christophe Simond; род. 29 апреля 1960 года) — французский фигурист, выступавший в мужском одиночном разряде, двукратный серебряный призёр чемпионата Европы, представлял страну на Зимних Олимпийских играх 1976, 1980 и 1984 годов. В настоящее время работает тренером, c 2006 по 2009 год тренировал чемпиона мира Бриана Жубера.

## Спортивная карьера
На первом же чемпионате Франции в Реймсе, когда Жану-Кристофу Симону было пятнадцать лет, он завоевал бронзовую медаль, после чего на долгие годы превратился в лидера французского одиночного катания. Он становился чемпионом Франции восемь раз..
Симон отличался исключительно качественными обязательными фигурами, всегда старался получить преимущество после их исполнения. В 1981—1983 ему не было равных в этом виде фигурного катания, в фигурах Симон всегда занимал первые места (в том числе на чемпионатах Европы и мира в эти три года подряд). Однако в двух других видах — короткой и произвольной программе выступал невыразительно (на современную инструментальную музыку, в том числе The Alan Parsons Project и др.), в прыжках был нестабилен (владел пятью тройными прыжками, однако наиболее сложные лутц, флип и риттбергер исполнял с ошибками) и занимал в этих видах на чемпионатах мира лишь 5-е — 9-е места.

## Тренерская карьера
В 1984 году спортсмен окончил любительскую карьеру и стал тренером, быстро зарекомендовав себя как «технарь», досконально владеющий тонкостями прыжковых элементов. По словам Бриана Жубера, великих учеников он не воспитал, но тем не менее во Франции известен и любим.
Сотрудничество Симона с Брианом Жубером, которому тогда было десять лет, началось случайно: когда фигурист остался без тренера, его мать обратилась к Симону с просьбой порекомендовать подходящего человека. Симон же решил сам работать с Жубером. Их сотрудничество длилось до весны 2009 года.

## Достижения
| Соревнование            | 1974/1975 | 1975/1976 | 1976/1977 | 1977/1978 | 1978/1979 | 1979/1980 | 1980/1981 | 1981/1982 | 1982/1983 | 1983/1984 |
| ----------------------- | --------- | --------- | --------- | --------- | --------- | --------- | --------- | --------- | --------- | --------- |
| Зимние Олимпийские игры |           | 15        |           |           |           | 7         |           |           |           | 6         |
| Чемпионат мира          |           |           | 15        |           | 7         | 13        | 5         | 5         | 5         |           |
| Чемпионат Европы        | 16        | 13        |           |           | 4         | 6         | 2         | 2         | 6         | WA        |
| Чемпионат Франции       | 3         | 1         | 1         |           | 1         | 1         | 1         | 1         | 1         | 1         |
| NHK Trophy              |           |           |           |           |           |           |           | 3         |           |           |